# 麥可·斯圖亞特·布朗
麥可·斯圖亞特·布朗（英語：Michael Stuart Brown，1941年4月13日—），出生於布魯克林，美國遺傳學家。1985年，他與約瑟夫·里歐納德·戈爾茨坦同因對膽固醇的研究而獲頒諾貝爾生理學或醫學獎。

## 外部連結
- （英文）Information about Dr. Brown's current work（页面存档备份，存于）.
- （英文）The Official Site of Louisa Gross Horwitz Prize（页面存档备份，存于）
- （英文）The official Site of the Prix Galien USA Award